# O Jornal
O Jornal foi um jornal brasileiro que circulou no Rio de Janeiro.

## História
Fundado em 1919, foi comprado em 1924 por Assis Chateaubriand. O Jornal foi o primeiro veículo comprado por ele, e se tornou o embrião do que viria a ser o império dos Diários Associados. Auto-denominado "órgão líder dos Diários Associados", sua circulação chegou a 60 mil exemplares por dia.
Começou a entrar em decadência com a morte de Assis Chateaubriand, em 1968. 
Em 1973, sob o comando de Estácio Ramos e dirigido por Ary de Carvalho, O Jornal promoveu uma reformulação gráfica e editorial, mas já era tarde para salvar o periódico.
Sua última edição (nº 16 123) foi publicada em 28 de abril de 1974, um domingo, com uma manchete de capa sobre a Revolução dos Cravos, intitulada "PORTUGAL. O povo, nas ruas, ataca os seus velhos inimigos". 
O Jornal saiu de circulação numa década de crise para a imprensa carioca, com outros jornais como o Correio da Manhã (1901-1974) e o Diário de Notícias (1930-1976) também sendo extintos. 
Os dirigentes dos Diários Associados, diante da situação financeira do grupo optaram por manter no Rio de Janeiro apenas o periódico de maior patrimônio, o Jornal do Commercio, que circulou até 2016.
Também colaborou para sua extinção a grave crise interna que a morte de Chateaubriand em 1968 causara nos Diários Associados, que ainda iriam ficar sem a revista O Cruzeiro, em 1975 e a Rede Tupi, em 1980, queimando o antigo império nacional a um conglomerado de empresas regionais.

## Capas

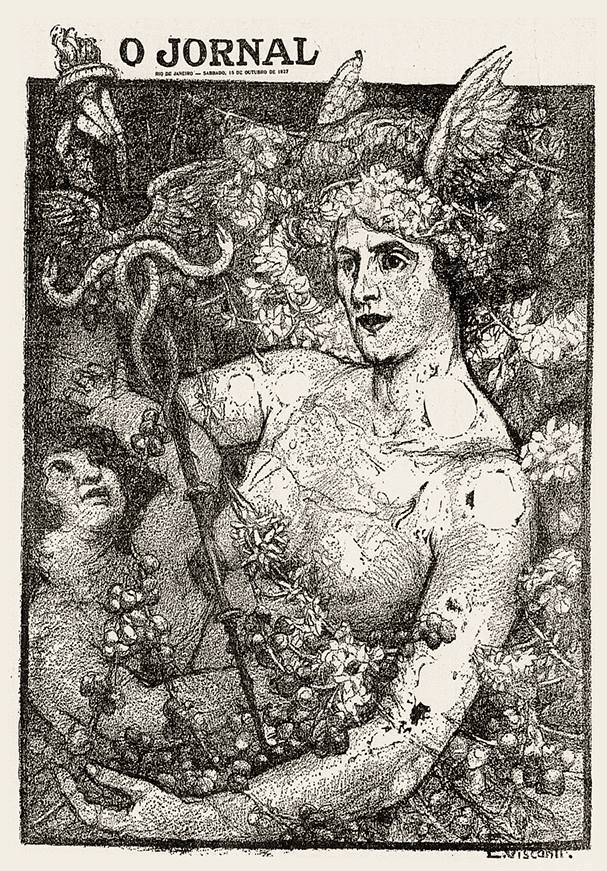
Capa para edição especial de O Jornal, de 15 de outubro de 1927, comemorativa do bicentenário do cafeeiro no Brasil.
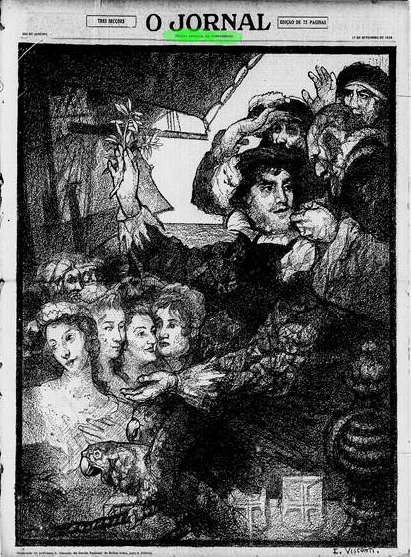
Capa para edição especial de O Jornal, de 17 de setembro de 1928, comemorativa do Estado de Pernambuco.
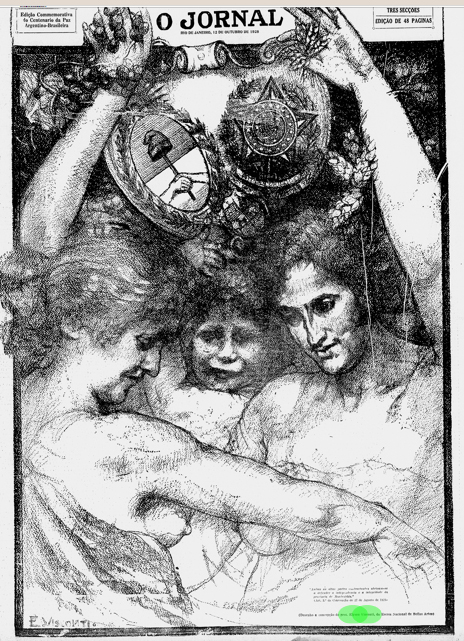
Capa para edição especial de O Jornal, de 18 de outubro de 1928, comemorativa do primeiro centenário da paz argentino-brasileira.